# Proconsul (Gattung)
 Proconsul  ist eine ausgestorbene Gattung der Primaten, die während des frühen und mittleren Miozäns in Afrika vorkam. Fossilien, die zu dieser Gattung gestellt werden, wurden in die Zeit vor 21 bis 14 Millionen Jahren datiert. Die Funde stammen vor allem aus Kenia – zumeist von der Insel Rusinga im Victoriasee – und aus dem benachbarten Uganda. Die Gattung gehört zu den frühesten bekannten Vertretern der Menschenartigen (Hominoidea).
Die Abgrenzung der Gattung Proconsul von Ugandapithecus ist umstritten.

## Namensgebung
Die Bezeichnung Proconsul (lateinisch proconsul, von pro consule „anstelle eines Konsuls“) wurde 1933 von Arthur Tindell Hopwood für einige fossile Knochen gewählt, die er im Sommer 1931 in Koru, Kisumu County, Kenia (damals Kronkolonie Kenia) vom Erdboden aufgesammelt hatte und als Belege für eine bis dahin unbekannte, annähernd Schimpansen-große Gattung ausgestorbener Primaten und deren Typusart Proconsul africanus interpretierte. Die Bezeichnung der Gattung war vermutlich eine Anspielung auf den Schimpansen Consul, der in den 1930er-Jahren im Londoner Zoo ausgestellt wurde.

## Erstbeschreibung
Holotypus der Gattung und zugleich der Typusart Proconsul africanus ist das Fragment eines linken Oberkiefers mit erhaltenem, nur leicht abgenutztem Eckzahn sowie den Molaren M1 bis M3 (Sammlungsnummer M 14084). Das Fossil war als Oberflächenfund vom Besitzer der Legetet-Farm beim Abbau von Kalkstein entdeckt, dem Direktor des Geological Survey of Uganda übergeben und von diesem nach London an die Abteilung für Geologie des Natural History Museum verschickt worden, wo Arthur Tindell Hopwood seit 1924 als Konservator tätig war. Der Auffindezeitpunkt ist nicht genau bekannt, der ungefähre Fundort konnte 1931 während eines fünfwöchigen Forschungsaufenthalts von Tindell Hopwood jedoch rekonstruiert werden. Entdeckt wurden von ihm zahlreiche Säugetierknochen und neun Fossilien mit Primaten-Zähnen, die Tindell Hopwood 1933 drei neu beschriebenen Gattungen zuordnete: Proconsul, Limnopithecus und Xenopithecus. Proconsul wurde ausdrücklich als „Vorfahre der Schimpansen“ (ancestral to the Chimpanzee) interpretiert, und die Merkmale der Zähne wurden detailreich von Dryopithecus abgegrenzt. Als Paratypen wurden dem Oberkiefer das Fragment eines Unterkiefers (M 14086), ein isoliert gefundener rechter Oberkiefer-Molar M1 (M 14085) und die Krone eines rechten Unterkiefer-Molars M1 (M 14087) beigegeben. Herausgestellt wurde in der Erstbeschreibung, dass die Unterkiefer-Backenzähne das Dryopithecinenmuster aufweisen.
Verwahrort der Funde ist das Natural History Museum in London.

## Merkmale
Die Angehörigen der Gattung Proconsul waren schwanzlose Vierfüßer ohne Überaugenwulst (Torus supraorbitalis) mit einer relativ kurzen Schnauze und – abhängig vom Geschlecht – unterschiedlich stark ausgebildeten Eckzähnen. Für die größten bekannten Exemplare wurde ein Gehirnvolumen von ungefähr 150 bis 180 Kubikzentimetern berechnet, was ungefähr dem eines heute lebenden Siamang entspricht. Arme und Beine waren recht lang und zudem ungefähr gleich lang, woraus geschlossen werden kann, dass diese Tiere – vergleichbar den heutigen Gibbons – Bewohner von Regenwäldern waren und durch die Bäume hangeln, sich aber auch zeitweise am Boden aufhalten konnten: „Sein großer Zeh und die Art, wie die Muskeln daran angesetzt haben müssen, deuten darauf hin, dass er mit den Füßen greifen konnte. Aber Schulter, Ellenbogen und Arme zeigen, dass er sich auch auf allen Vieren fortbewegte.“
Aus der Beschaffenheit des in einigen Fossilien erhaltenen Lumens ihrer Bogengänge leitet Alan Walker eine in der Regel eher gemächliche Bewegungsweise ab, vergleichbar den heutigen Brüllaffen. Aus der Beschaffenheit ihrer Zähne wurde geschlossen, dass sich diese Tiere vorwiegend von Früchten ernährten.

## Habitat
Aufgrund der anatomischen Merkmale und der rekonstruierten Klimadaten war seit jeher argumentiert worden, dass Proconsul ein Baumbewohner war und in tropischen Regenwäldern vorkam, aber auch in offenen Landschaften – das heißt am Boden – zurechtkommen konnte. Bestätigt wurde diese Interpretation schließlich durch Ausgrabungen auf der kenianischen Insel Rusinga. Dort wurden in den Jahren 2011 bis 2013 in einem rund 18 Millionen Jahre alten Fundhorizont sowohl vier Zähne eines jungen Proconsul heseloni als auch die Überreste von 29 Baumstümpfen gefunden, deren Stammdurchmesser 18 bis 160 cm betrug. Anhand der Abstände zwischen den Baumstümpfen, der unterschiedlichen Stammdurchmesser, von fossilen Blättern aus der gleichen Fundschicht und weiteren, vor allem geologischen Anhaltspunkten wurde geschlossen, dass es sich um einen dichten Wald mit unterschiedlich hohen Bäumen handelte. Eine paläoklimatologische Zusammenschau der Befunde veranlasste die Forscher zur Schätzung, dass die Temperatur dieses fossilen Waldes zwischen 22,6 und 34,5 °C lag und der jährliche Niederschlag 1394 bis 2618 mm betrug.

## Systematik

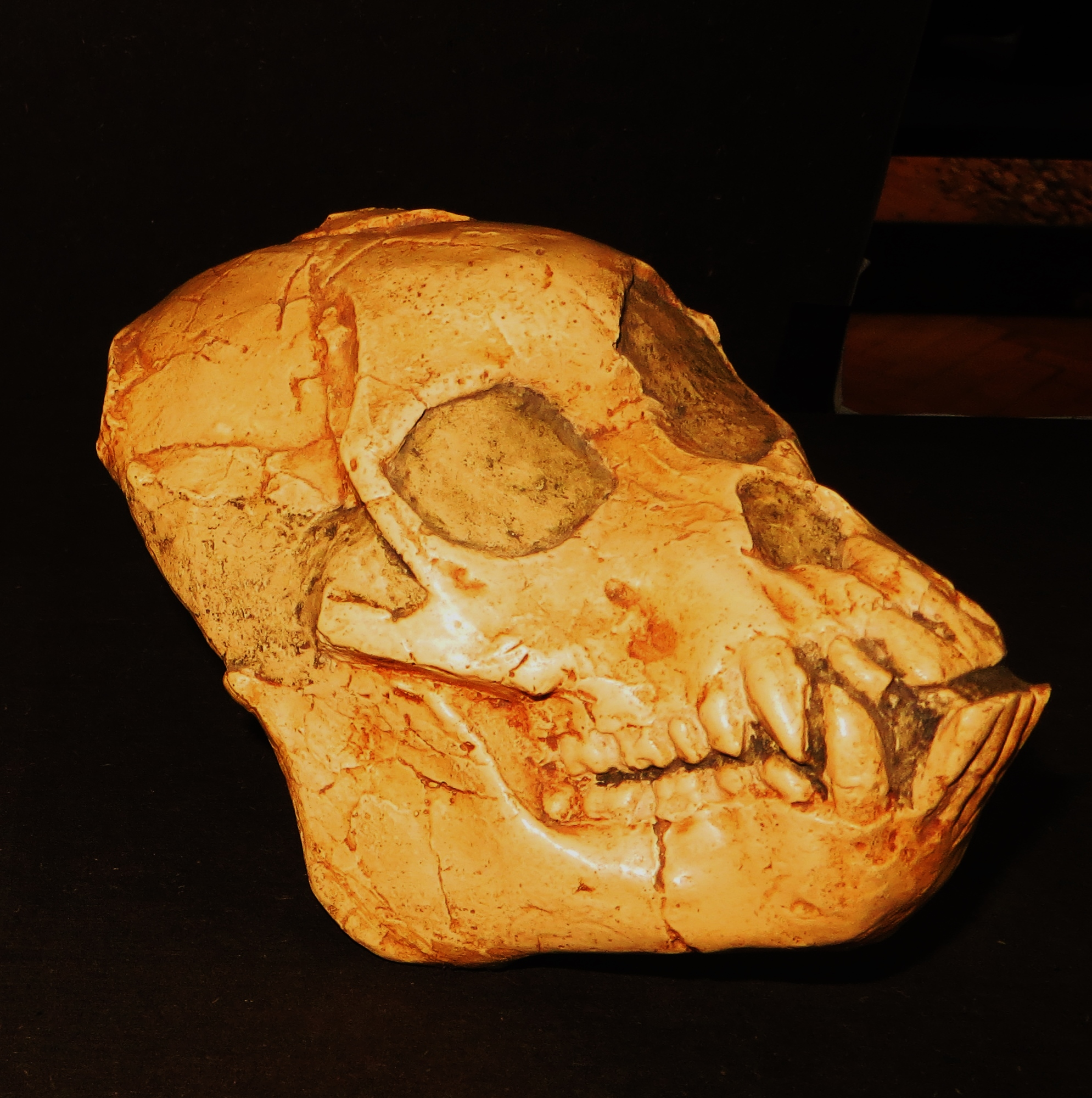
Proconsul heseloni

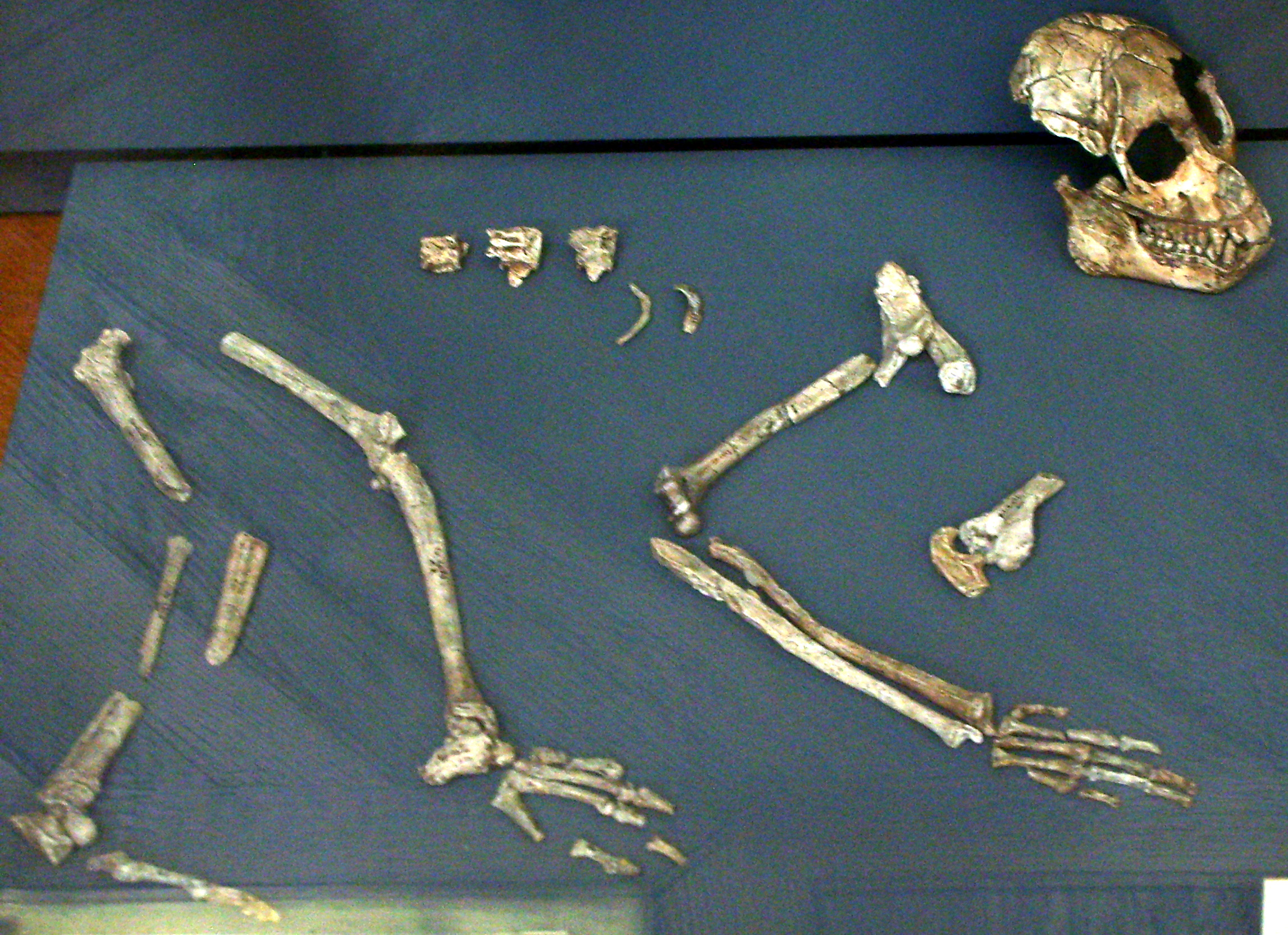
Teilskelett von Proconsul nyanzae im Muséum national d’histoire naturelle in Paris

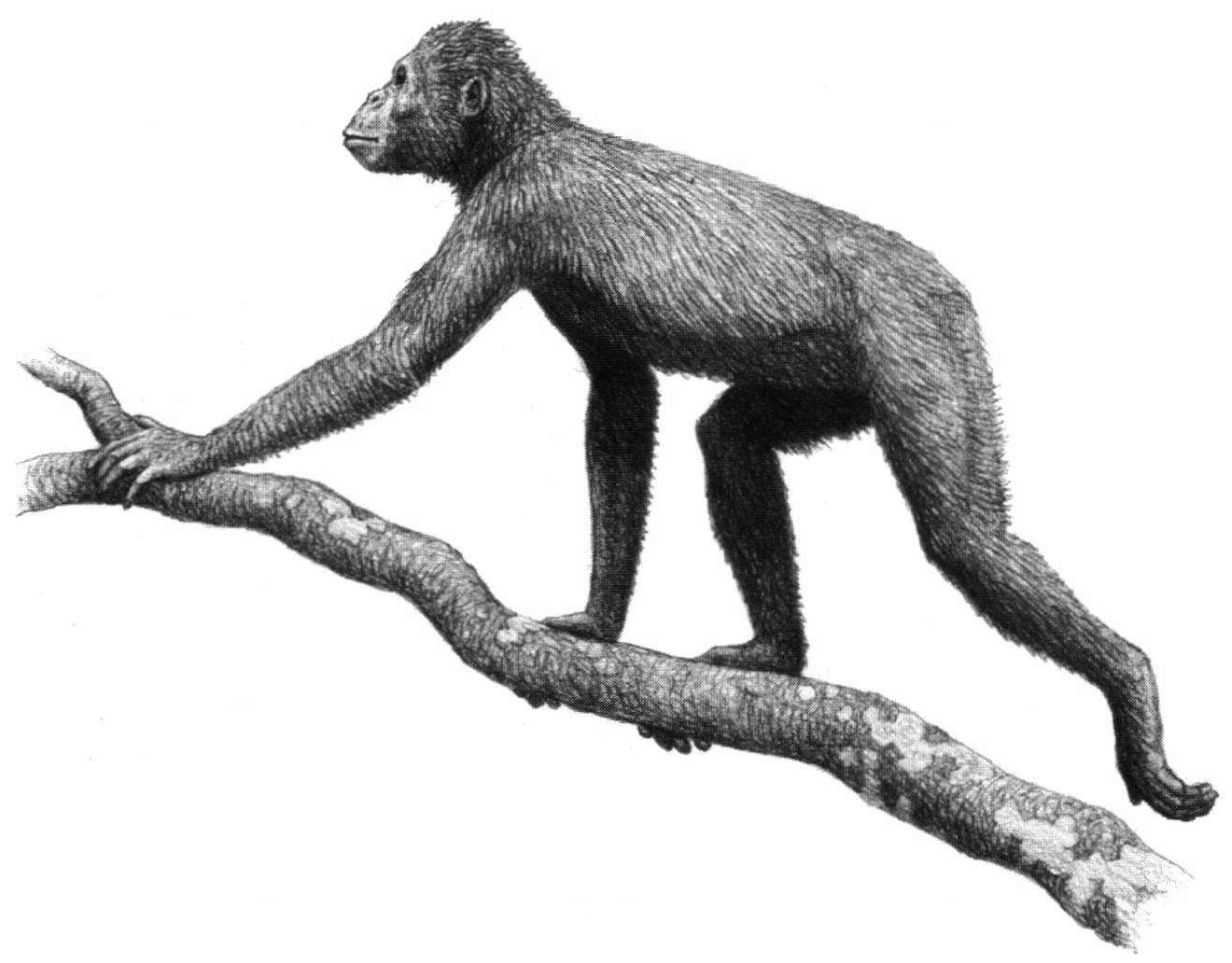
Rekonstruktion von Proconsul africanus (Schulterhöhe 45 cm)

Die genaue Stellung der Proconsul-Arten im Stammbaum der Menschenartigen ist umstritten. Zunächst wurden ihre Fossilien als Vorfahren der heutigen Schimpansen und Gorillas interpretiert; daher der Bezug auf den Schimpansen Consul bei der Namengebung. Manche Wissenschaftler deuteten Proconsul auch als Missing Link, als gemeinsamen Vorfahren der Menschen und dieser Menschenaffen. Zudem war die Abgrenzung einiger Funde von Dryopithecus zeitweise umstritten. Heute wird die Gattung zumeist als eine Schwestergruppe der Menschenaffen-Vorfahren bezeichnet.
Im Jahr 2002 wurden vier Arten beschrieben, von denen sich drei in der Körpergröße deutlich unterscheiden:
- Proconsul africanus:[12] Sein Gewicht wird auf rund 20 kg geschätzt. Dies war die erste, 1933 von Hopwood benannte Art der Gattung.
- Proconsul major:[13] Sein Gewicht wird auf rund 60 bis 80 kg geschätzt.
- Proconsul heseloni:[14] Die Abgrenzung dieser 1993 eingeführten Art von Proconsul africanus ist umstritten. Das Gewicht wird auf knapp 20 kg geschätzt.
- Proconsul nyanzae:[13] Sein Gewicht lag mit ca. 20 bis 50 kg zwischen dem von Proconsul africanus und Proconsul major.
- Proconsul meswae von einem Fundort im Westen von Kenia wurde im Jahr 2009 von Terry Harrison und Peter Andrews als fünfte Art der Gattung benannt.[15]

Darüber hinaus wurde 2005 anhand von Funden aus den Tugen Hills in Kenia eine weitere Art, Proconsul gitongai, vorgeschlagen.
Im Jahr 2015 wurde vorgeschlagen, die beiden Arten Proconsul heseloni und Proconsul nyanzae von Proconsul abzutrennen und als Ekembo heseloni und Ekembo nyanzae der neu eingeführten Gattung Ekembo zuzuschreiben.

## Belege
1. ↑  Robert N. Proctor: Finding Life in Old Bones. In: Science. Band 309, 2005, S. 1188; doi:10.1126/science.1112101.
2. ↑  Fiorenzo Facchini: Die Ursprünge der Menschheit. Konrad Theiss Verlag, 2006, S. 60.
3. 1 2  Arthur Tindell Hopwood: Miocene Primates from Kenya. In: Zoological Journal of the Linnean Society. Band 38, Nr. 260, 1933, S. 437–464, doi:10.1111/j.1096-3642.1933.tb00992.x.
4. ↑  Die Beschreibung der Merkmale folgt der Darstellung in Facchini, Die Ursprünge der Menschheit sowie in Walker/Shipman, The Ape in the Tree (s. Literatur).
5. ↑  David R. Begun, László Kordos: Cranial evidence of the evolution of intelligence in fossil apes. In: Anne E. Russon, David R. Begun (Hrsg.): The Evolution of Thought. Evolutionary Origins of Great Ape Intelligence. Cambridge University Press, Cambridge 2004, ISBN 0-521-78335-6, S. 261.
6. ↑  Damals in den Bäumen: Dynamischer Lebensraum formte die frühen Menschenartigen. Auf: idw-online.de vom 18. Februar 2014.
7. ↑  Alan Walker, Pat Shipman: The Ape in the Tree…; heute lebende Primaten haben relativ große Lumen, wenn sie sich rasch bewegen, und kleine, wenn sie sich eher langsam bewegen. Proconsul hatte sehr kleine Lumen.
8. ↑  Lauren A. Michel u. a.: Remnants of an ancient forest provide ecological context for Early Miocene fossil apes. In: Nature Communications. Band 5, Artikel-Nr. 3236, 2014, doi:10.1038/ncomms4236.
9. ↑  George D. Koufos: Potential Hominoid Ancestors for Hominidae. In: Winfried Henke, Ian Tattersall (Hrsg.): Handbook of Palaeoanthropology. Band 3, Springer, Berlin / Heidelberg / New York 2007, ISBN 978-3-540-32474-4, Kapitel 1, S. 1347–1377.
10. ↑  „In den letzten Jahren jedoch ist die Mehrheit der Fachleute dahin übereingekommen, daß die Vertreter von Dryopithecus in Europa vom Mittel- bis ins Obermiozän lebten, also vor 14 bis vor 8 Jahrmillionen, und sich von anderen miozänen Formen wie Proconsul oder Kenyapithecus, die in Afrika heimisch waren, unterscheiden.“ Zitiert aus: Meike Köhler, Salvador Moy Sola: Rätsel Dryopithecus. Spektrum der Wissenschaft, Heft 1/1994; Volltext.
11. ↑  Terry Harrison: Late Oligocene to middle Miocene catarrhines from Afro-Arabia. In: Walter Carl Hartwig (Hrsg.): The Primate Fossil Record. Cambridge University Press, 2002, S. 311–338, Volltext (PDF; 2,8 MB) (Memento vom 25. Oktober 2012 im Internet Archive); in dieser Übersicht wurde den Holotypen folgendes Alter (in Millionen Jahren) zugeschrieben: Proconsul africanus: 20 bis 19; Proconsul heseloni: 18,5 bis 17; Proconsul nyanzae: 18,5 bis 17; Proconsul major: 20 bis 19.
12. ↑  Erstbeschreibung siehe Arthur Tindell Hopwood: Miocene Primates from Kenya. In: Journal of the Linnean Society of London, Zoology. Band 38, Nr. 260, 1933, S. 437–464, doi:10.1111/j.1096-3642.1933.tb00992.x.
Arthur Tindell Hopwood: Miocene Primates from British East Africa. In: The Annals and Magazine of Natural History. Series 10, Nr. 11, 1933, S. 97–98.
13. 1 2  Erstbeschreibung siehe Wilfrid Le Gros Clark, Louis Leakey: Diagnoses of East African Miocene Hominoidea. In: Quarterly Journal of the Geological Society. Band 105, 1949, S. 260–264, doi:10.1144/GSL.JGS.1949.105.01-04.10.
14. ↑  Erstbeschreibung siehe Alan Walker u. a.: A new species of Proconsul from the early miocene of Rusinga/Mfangano Islands, Kenya. In: Journal of Human Evolution. Band 25, Nr. 1, 1993, S. 43–56, doi:10.1006/jhev.1993.1037.
15. ↑  Terry Harrison, Peter Andrews: The anatomy and systematic position of the early Miocene proconsulid from Meswa Bridge, Kenya. In: Journal of Human Evolution. Band 56, Nr. 5, 2009, S. 479–496, doi:10.1016/j.jhevol.2009.02.005.
16. ↑  Martin Pickford, Yutaka Kunimatsu: Catarrhines from the Middle Miocene (ca. 14.5 Ma) of Kipsaraman, Tugen Hills, Kenya. In: Anthropological Science. Band 113, Nr. 2, 2005, S. 189–224, doi:10.1537/ase.113.189.
17. ↑  Kieran P. McNultya, David R. Begun u. a.: A systematic revision of Proconsul with the description of a new genus of early Miocene hominoid. In: Journal of Human Evolution. Band 84, 2015, S. 42–61, doi:10.1016/j.jhevol.2015.03.009.
18. ↑  Kieran P. McNultya, David R. Begun und Jay Kelley: The Alpha-Taxonomy of Ekembo. In: PaleoAnthropology. Jahrgang 2025, Nr. 1, S. 154–188, Volltext.